# Roseworthy
Roseworthy – miasto w Australii, w stanie Australia Południowa.